# Volcanic Ash Advisory Center
Un Centre d'avis en cendres volcaniques, plus fréquemment désigné sous le terme anglais de Volcanic Ash Advisory Center, ou VAAC, est un centre météorologique régional spécialisé organisant la collecte et la diffusion des informations relatives aux cendres volcaniques émises par les volcans en éruption et qui peuvent endommager des appareils en vol.
Les neuf centres furent mis en place par l'Organisation de l'aviation civile internationale (OACI) dans les années 1990. Leurs zones de surveillance couvrent une bonne partie de la Terre à l'exception du centre de l'Antarctique, du sud-est de l'océan Pacifique, du nord de la Sibérie et de l'est de l'océan Arctique.

## Zones de responsabilité

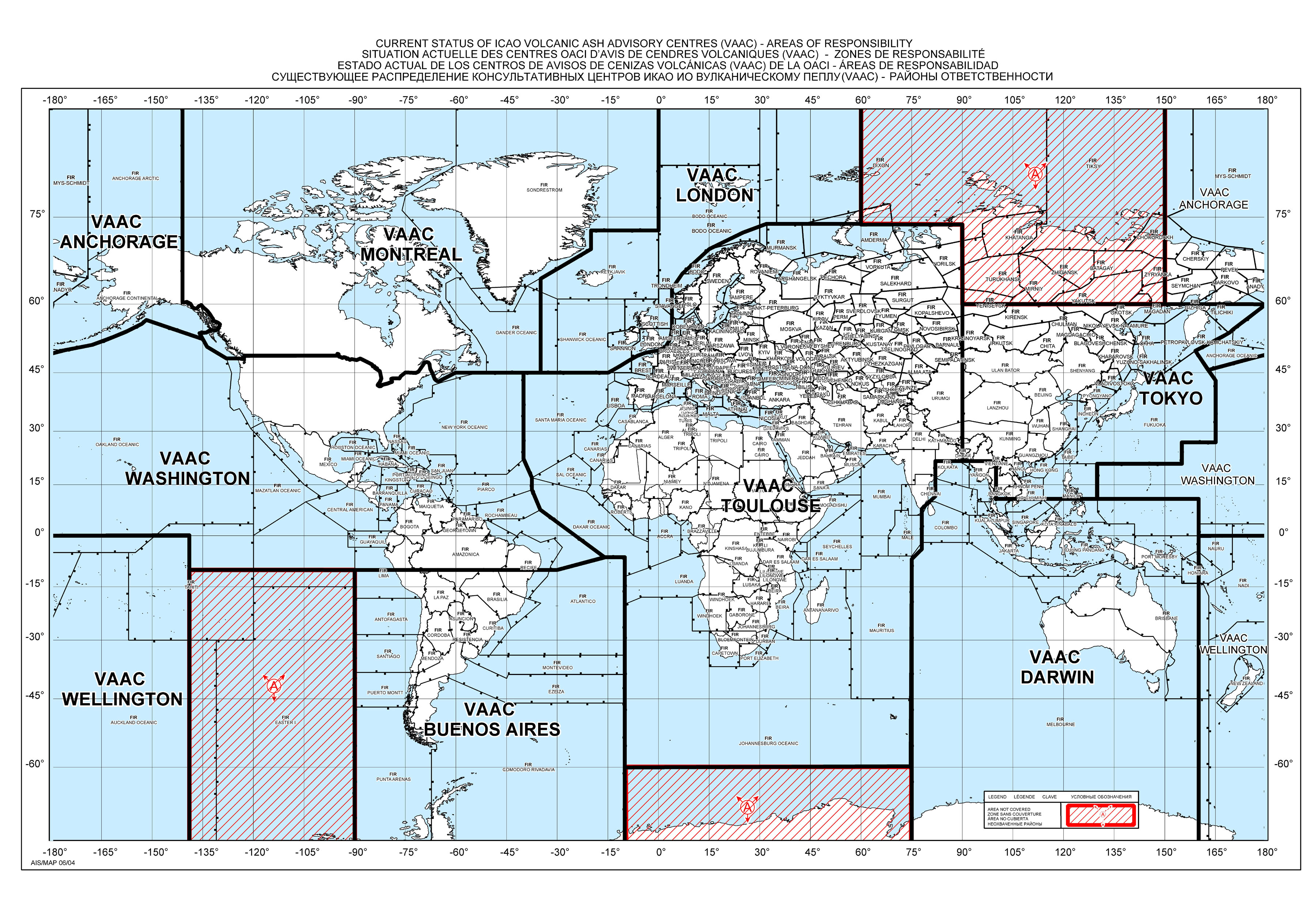
Carte de la couverture des neuf Volcanic Ash Advisory Center.

| Nom          | Zone de responsibilité | Organisation hôte                                     | Lien              |
| ------------ | --- | ----------------------------------------------------- | ----------------- |
| Anchorage    | Alaska et eaux adjacentes, nord-est de la Sibérie .                                                                         | National Weather Service                              | VAAC d'Anchorage  |
| Buenos Aires | Amérique du Sud au sud de 10° S, entre 10° et 90° Ouest                                                                     | Service météorologique national d'Argentine           | VAAC Buenos Aires |
| Darwin       | Majeure partie de l'Océanie autour de l'Australie.                                                                          | Bureau of Meteorology                                 | Darwin VAAC       |
| Londres      | Les îles Britanniques, l'Islande, au nord de la Scandinavie et les îles au nord de l'est de la Russie jusqu'au pôle nord.   | Met Office                                            | VAAC Londres      |
| Montréal     | Groenland, Canada continental et arctique.                                                                                  | Service météorologique du Canada                      | VAAC Montréal     |
| Tokyo        | Asie de l'Est | Agence météorologique du Japon                        | VAAC Tokyo        |
| Toulouse     | Reste de l'Asie, de l'Europe et de l'Afrique.                                                                               | Météo-France                                          | VAAC Toulouse     |
| Washington   | Du milieu de l'Atlantique à la zone couverte par Tokyo, des États-Unis continentaux à la zone de couverture de Bueno Aires. | Office of Satellite and Product Operations de la NOAA | VAAC Washington   |
| Wellington   | Au sud de l'équateur entre 160° E et 140° O, au sud de 10° S entre 140° O et 90° O.                                         | Meteorological Service of New Zealand Limited         | VAAC Wellington   |

## Avis de cendres volcaniques
Lorsqu'un panache de cendres est détecté, le VAAC rassemble toutes les observations disponibles et les utilise avec les modèles météorologiques numériques de dispersion des polluants pour prévoir sa trajectoire et son évolution. Le ou les centres affectés émettront ensuite un avis de cendres volcaniques (VAA) aux bureaux de prévisions à l'aviation et météorologiques, comme indiqué dans le manuel sur l'IAVW sous forme d'un message texte avec un graphique correspondant.
Dans l'avis, les informations suivantes seront fournies : le nom du volcan, le pays/la région, l'emplacement et l'altitude du sommet du volcan, la source de l'information (ex.  l'observation par satellite ou pilote), les détails de l'éruption, y compris la date et l'heure en UTC de l'éruption, les détails du panache de cendres, y compris l'étendue verticale (incluant les niveaux de vol) et l'étendue horizontale, le détail sur le mouvement actuel du panache de cendres, la prévision de l'évolution du panache pour 6, 12 et 18 heures à venir suivant l'heure de l'avis, les éventuelles remarques du VAAC et enfin la prochaine heure de mise à jour.